# Fritz von Kaufmann
Fritz Georg August Hermann von Kaufmann (* 9. Januar 1854 in Steuerwald; † 17. Juli 1908 auf Gut Linden, heute Ortsteil von Wolfenbüttel) war Rittergutsbesitzer auf Gut Linden, Pächter der Domäne Schladen (Harz) und Mitglied des Deutschen Reichstags.

## Leben
Er entstammte einer ursprünglich in Goslar ansässigen Familie, die im 18. Jahrhundert in den Reichsritterstand erhoben worden war. Sein Vater war der königlich preußische Landesökonomierat Friedrich von Kaufmann (1822–1895), Gutsherr auf Linden und Stemmen, der am 20. August 1882 die königlich preußische Adelsanerkennung erhielt.
Kaufmann besuchte das Gymnasium in Celle, war dann ein Jahr in der Schweiz und studierte in Halle und Göttingen. Er erlernte die Landwirtschaft und war dann in verschiedenen Wirtschaften tätig. Ab 1879 war er Besitzer des Ritterguts Linden und später auch Pächter der Domäne Schladen. 1874/75 diente er als Einjährig-Freiwilliger beim 2. Hannoverschen Dragoner-Regiment Nr. 16. Weiter war er Vorsitzender des Landwirtschaftlichen Amtsvereins Wolfenbüttel, Mitglied der Landwirtschaftskammer für das Herzogtum Braunschweig. 1897 war er Mitbegründer und Vorstandsmitglied des Männergesangvereins Linden.
Von 1898 bis zu seinem Tode war er Mitglied des Deutschen Reichstags für den Reichstagswahlkreis Herzogtum Braunschweig 2 (Helmstedt, Wolfenbüttel) und die Nationalliberale Partei. Zwischen 1899 und 1903 war er auch Mitglied des Braunschweigischen Landtages.
Kaufmann heiratete am 6. Juli 1880 auf Gut Schladen Anna von Hoppenstedt (1859–1937), die Tochter des königlich preußischen Landesökonomierats Georg von Hoppenstedt, Pächter von Schladen und Liebenburg, und der Anna Löbbecke. Das Ehepaar hatte einen Sohn Fritz.